# Vladimír Ternény
Vladimír Ternény (* 18. dubna 1947) je bývalý slovenský fotbalista, útočník, reprezentant Československa.

## Fotbalová kariéra
V československé lize hrál za AC Nitra a během vojenské služby za Duklu Praha. Nastoupil v 116 ligových utkáních a dal 30 gólů. Za československou reprezentaci odehrál v roce 1972 šest utkání a dal jeden gól. Za olympijskou reprezentaci nastoupil ve 3 utkáních a dal 1 gól.

## Ligová bilance
| Ročník                                     | Zápasy | Góly | Klub        |
| ------------------------------------------ | ------ | ---- | ----------- |
| 2. československá fotbalová liga 1966/1967 | -      | -    | TJ AC Nitra |
| 1. československá fotbalová liga 1967/1968 | 1      | 0    | Dukla Praha |
| 2. československá fotbalová liga 1968/1969 | -      | -    | AC Nitra    |
| 2. československá fotbalová liga 1969/1970 | -      | -    | AC Nitra    |
| 2. československá fotbalová liga 1969/1970 | -      | -    | AC Nitra    |
| 1. československá fotbalová liga 1971/1972 | 30     | 8    | AC Nitra    |
| 1. československá fotbalová liga 1972/1973 | 29     | 10   | AC Nitra    |
| 1. československá fotbalová liga 1973/1974 | 29     | 8    | AC Nitra    |
| 1. československá fotbalová liga 1974/1975 | 27     | 4    | AC Nitra    |
| CELKEM 1. liga                             | 116    | 30   |             |